# Апмінстер (станція)
51°33′33″ пн. ш. 0°15′04″ сх. д. / 51.559167° пн. ш. 0.251111° сх. д.
Апмінстер (англ. Upminster) — станція Лондонського метрополітену, London Overground та National Rail. Станція розташована у районі Апмінстер, боро Гейверінг, Великий Лондон, у 6-й тарифній зоні, для Лондонського метрополітену — кінцева станція лінії Дистрикт, попередня станція Апмінстер-брідж, для London Overground — кінцева станція лінії Ромфорд — Апмінстер, попередня станція — Емерсон-парк, для National Rail — станція оператора c2c — між станціями Баркінг та Горндон або Окендон. В 2017 році пасажирообіг метростанції — 5.52 млн пасажирів, для London Overground та National Rail — 5.962 млн пасажирів

## Історія
- 1. травня 1885 — відкриття станції у складі London Tilbury and Southend Railway (LTSR)[5].
- 2. червня 1902 — відкриття трафіку лінії Дистрикт
- 30. вересня 1905 — припинення трафіку лінії Дистрикт
- 12. вересня 1932 — відновлення трафіку лінії Дистрикт[6]

## Пересадки
- На автобуси London Buses маршрутів 248, 346, 347 та 370[7]

## Послуги
| Попередня станція | Лінія | Лінія                                       | Лінія   | Наступна станція |
| ----------------- | ----- | ------------------------------------------- | ------- | ---------------- |
| Апмінстер-брідж   |       | Лондонське метро Лінія Дистрикт             |         | Кінцева          |
| Баркінг           |       | National Rail c2c                           |         | Горндон          |
| Баркінг           |       | National Rail c2c                           | Окендон |                  |
| Емерсон-парк      |       | London Overground лінія Ромфорд — Апмінстер |         | Кінцева          |